# Komplexitet
|  | Wiktionary har en ordboksartikel om komplexitet. |

Komplexitet som ett filosofiskt begrepp anger nivån på oöverskådlighet i ett sammanhang. Ett sammanhang som består av ett stort antal beståndsdelar, speciellt då dessa har olika egenskaper, och då delarnas egenskaper är inbördes beroende, upplevs som komplext.[källa behövs] Sammanhang som innehåller slumpmässiga eller illa utforskade egenskaper blir ofta komplexa.[källa behövs]

## Matematisk komplexitet
Inom matematik, beräkningsvetenskap och programmering är komplexitet ett mått på det räknearbete som krävs för att lösa ett givet problem.

## Ontologisk komplexitet
Rescher beskriver ontologisk komplexitet som komplexitet i det som är. 

## Epistemologisk komplexitet
Epistemologisk komplexitet beskriver Rescher som komplexitet i kunskapen om det som är. Hur svårt är det att beskriva detta något, längden instruktioner som krävs till något och mängden resurser som behövs för att utföra saker i/med något. 